# KV65
KV65, acrònim de l'anglès King's Valley, és una tomba egípcia de l'anomenada Vall dels Reis, situada a la riba oest del riu Nil, a l'altura de la moderna ciutat de Luxor. Es desconeix qui havia de ser l'ocupant de la tomba, probablement era de la dinastia XVIII. Segons Zahi Hawass tant aquesta tomba com la KV64 van ser trobades durant la recerca de la tomba de Ramsès VIII. Quan es va anunciar el seu descobriment, l'agost de 2008, no es coneixia cap detall sobre la seva arquitectura o decoració interior. Pel que s'ha pogut observar en els detalls de l'entrada a la tomba, aquesta presenta característiques similars a les de la dinastia XVIII.